# Victor Trumper
Pour les articles homonymes, voir Trumper.
Victor Thomas Trumper est un joueur de cricket international australien né le 2 novembre 1877 à Darlinghurst en Nouvelle-Galles du Sud et décédé le 28 juin 1915 également à Darlinghurst. Ce batteur, réputé pour son style, joue pour l'équipe de Nouvelle-Galles du Sud entre 1895 et 1914 et compte quarante-huit sélections avec l'équipe d'Australie en Test cricket. Il meurt d'une maladie des reins à l'âge de trente-sept ans. Il est admis à l'Australian Cricket Hall of Fame à titre posthume l'année de la création de celui-ci, en 1996.

## Biographie

### Jeunesse
Victor Thomas Trumper naît le 2 novembre 1877 à Darlinghurst, dans la banlieue de Sydney en Nouvelle-Galles du Sud. Il fait preuve de qualités pour le rôle de batteur dès son enfance. En décembre 1894, alors qu'il a dix-sept ans, l'équipe d'Angleterre de cricket menée par Andrew Stoddart est en tournée en Australie. Il participe à une rencontre contre les visiteurs avec une sélection de juniors de Nouvelle-Galles du Sud et réalise un score de 67.

### Carrière

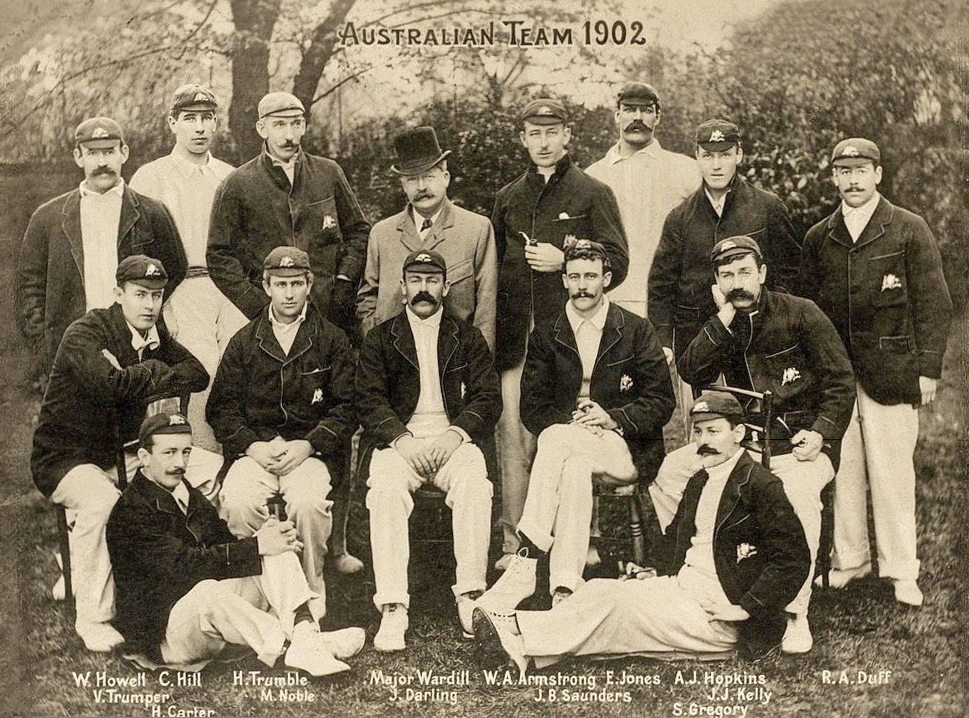
L'équipe d'Australie en 1902. Trumper est rang du milieu, à gauche.

Sa performance contre les Anglais vaut à Trumper d'être sélectionné par la Nouvelle-Galles du Sud. Il fait ses débuts en first-class cricket dans le Sheffield Shield contre l'Australie-Méridionale en janvier 1895. Ses débuts sont décevants : il ne marque que onze runs lors des deux manches de son équipe. Il ne fait pas mieux lors de son deuxième match, et ne rejouera pas avec l'équipe de son état pendant deux ans.
Lors de la saison 1897–1898, il affronte, toujours avec la Nouvelle-Galles du Sud, l'équipe d'Angleterre d'Andrew Stoddart en tournée en Australie mais est à nouveau peu performant. La saison qui suit, il réalise son premier century — un score individuel supérieur à cent runs en une manche — en first-class cricket, contre la Tasmanie : 242 runs. Il est sélectionné pour la tournée de l'équipe d'Australie en Angleterre en 1899. Il fait ses débuts internationaux lors du premier test-match de la série des Ashes, à Trent Bridge. Lors de cette tournée, il s'illustre particulièrement dans le test joué à Lord's, marquant 135 runs en une manche, et contre le Sussex, où il réalise une manche de 300 runs, ce qui est alors le total le plus élevé jamais réalisé par un Australien en Angleterre.

### Famille
Fils de Victor Trumper, Victor Trumper junior, né en 1913 et mort en 1981, effectue une courte carrière de joueur de cricket avec l'équipe de Nouvelle-Galles du Sud en tant que fast bowler, disputant six matchs first-class avec celle-ci au cours de la saison 1940-1941. Sir Victor Alfred Trumper Smith, officier de la Royal Australian Navy et premier australien à être élevé au grade d'amiral, est un neveu de Victor Trumper — le fils de sa sœur Una et de George Smith — et est prénommé en hommage à son oncle.

## Bilan sportif

### Principales équipes
|                        | First-class cricket   |
| ---------------------- | --------------------- |
| Nouvelle-Galles du Sud | 1894-1895 - 1913-1914 |

## Récompenses et honneurs
- Un des cinq Wisden Cricketers of the Year de l'année 1903.
- Membre de l'Australian Cricket Hall of Fame depuis 1996. Trumper fait partie des dix membres de ce Hall of Fame admis dès sa création.
- Sélectionné en 2007 dans l'équipe virtuelle des meilleurs joueurs de la Nouvelle-Galles du Sud des cent-cinquante premières années de celle-ci, et introduit à ce titre dans le Hall of Fame de l'équipe à sa création en 2008[8].
- Membre de l'ICC Cricket Hall of Fame depuis 2009[9].